# Манбідж
 Манбідж  (араб. منبج) — місто на півночі Сирії, розташоване на території провінції Алеппо.

## Географія
Місто розташоване в північно-східній частині провінції, за 30 кілометрів на захід від річки Євфрат, на висоті 483 метрів над рівнем моря. 

Манбідж розташований на відстані приблизно 74 кілометрів на північний схід від Алеппо, адміністративного центру провінції і на відстані 362 кілометрів на північний північний схід (NNE) від Дамаска, столиці країни. Найближчий цивільний аеропорт — Міжнародний аеропорт Алеппо, розташований в місті Алеппо.

## Демографія
За даними останнього офіційного перепису 1981 року, населення становило 30 812 осіб.
Динаміка чисельності населення міста по роках:
| 1960  | 1970   | 1981   | 1988   | 2003  | 2012  |
| ----- | ------ | ------ | ------ | ----- | ----- |
| 8 577 | 14 635 | 30 812 | 47 728 | 65948 | 78255 |

## Історія
Уперше місто згадується у грецьких авторів під назвою Бамбіка. У Плінія, у праці «Природна історія», Бамбіка (автором наводиться і сирійська назва міста — Мабок) згадана як центр культу богині Атаргатис (Деркето). 

53 року до н. е.. Ієраполіс, що став так називатися в період правління Селевка Нікатор, був розграбований військами Красса, що прямували в Парфію. 

Місто було відновлене в VIII столітті, за наказом багдадського халіфа Харуна аль-Рашида і в протягом довгого часу за нього сперечалися візантійці, араби, хрестоносці та турки.
У місті мешкав засновник сирійської літературної мови, сирійський філософ, теолог-гностик і поет Бардесан.

## Пам'ятки
На околицях Манбіджа розташовані руїни стародавнього сирійського міста Ієраполіса, колишнього центру Євфратської провінції Римської імперії.

## Культ Атаргатіс
За Лукіаном у місті знаходився храм божества Атаргатіс, до якого двічі на рік приходили прочани, й проводили традиційні ритуали з жертвопринесеннями. Хлопчики жертвували своє перше волосся на бороді, дівчата — пасма волосся, часом відбувалися й жертвопринесення дітей. За Лукіаном, неподалік від храму знаходився став зі священними рибами, які підпливали до берега, коли їх гукали. Лукіан переказує, що спостерігав за однією з риб, яка ніби-то була зі щирого золота й на плавнику мала коштовну прикрасу.
53 року до н. е. багатий храм, як і все місто, були сплюндровані вояками Красса.

## Відомі уродженці
- Омар Абу Риша — сирійський поет і дипломат.
- Абу Убада аль-Валід аль-Бухтурі (820–897) — арабський поет.